# Rodolphe de Crousaz
Rodolphe de Crousaz, né en 1710 et mort le 15 novembre 1776 à Lausanne, est un architecte suisse.

## Biographie
Issu d’une vieille famille aristocratique possédant notamment la seigneurie de Mézery, Rodolphe de Crousaz a acquis, on ne sait comment, de bonnes connaissances en architecture. Nommé « maisonneur », c’est-à-dire responsable des bâtiments communaux de la ville de Lausanne, il est en concurrence avec l’architecte Gabriel Delagrange mais obtient diverses commandes de la Ville.
Il est ainsi l’auteur des deux œuvres majeures de Lausanne au XVIIIe s. : la façade du temple Saint-Laurent (1761-1763),, bel exemple d’architecture baroque vaudoise, et l'ancien hôpital de la Mercerie (1766-1771). Ses projets pour la restauration de la cathédrale (1766) ne sont pas exécutés.
Son activité architecturale se limite essentiellement à Lausanne et à sa région. À Mézery, il a procédé à la modernisation du château. À Lausanne, il réalise la maison (disparue) de son frère Henri de Crousaz à l’angle du Grand-Chêne et du Petit-Chêne (1763-1764), imposante demeure quelque peu archaïsante avec sa superposition d'ordres à doubles pilastres. Dans la campagne lausannoise, Rodolphe de Crousaz participe à la construction du château de Beaulieu (1763-1766), de la maison du Bois-de-Vaux (1769-1771) et du château de Vidy (1771-1774). Il collabore en outre avec l'architecte lyonnais Léonard Roux à la reprise et à l'achèvement du temple de Morges (dès 1772), pour lequel il avait fourni un projet en 1768. De Crousaz surveille l'exécution des plans de Gabriel Delagrange pour le temple de Broye à Prilly (1765-1766), signant cette œuvre bien qu’il n’y ait apporté que quelques retouches.